# Калганське сільське поселення
Калга́нське сільське поселення (рос. Калганское сельское поселение) — сільське поселення у складі Калганського району Забайкальського краю Росії.
Адміністративний центр та єдиний населений пункт — село Калга.

## Населення
Населення сільського поселення становить 2975 осіб (2019; 3425 у 2010, 3735 у 2002).